# Ca' di Dio (Veneția)

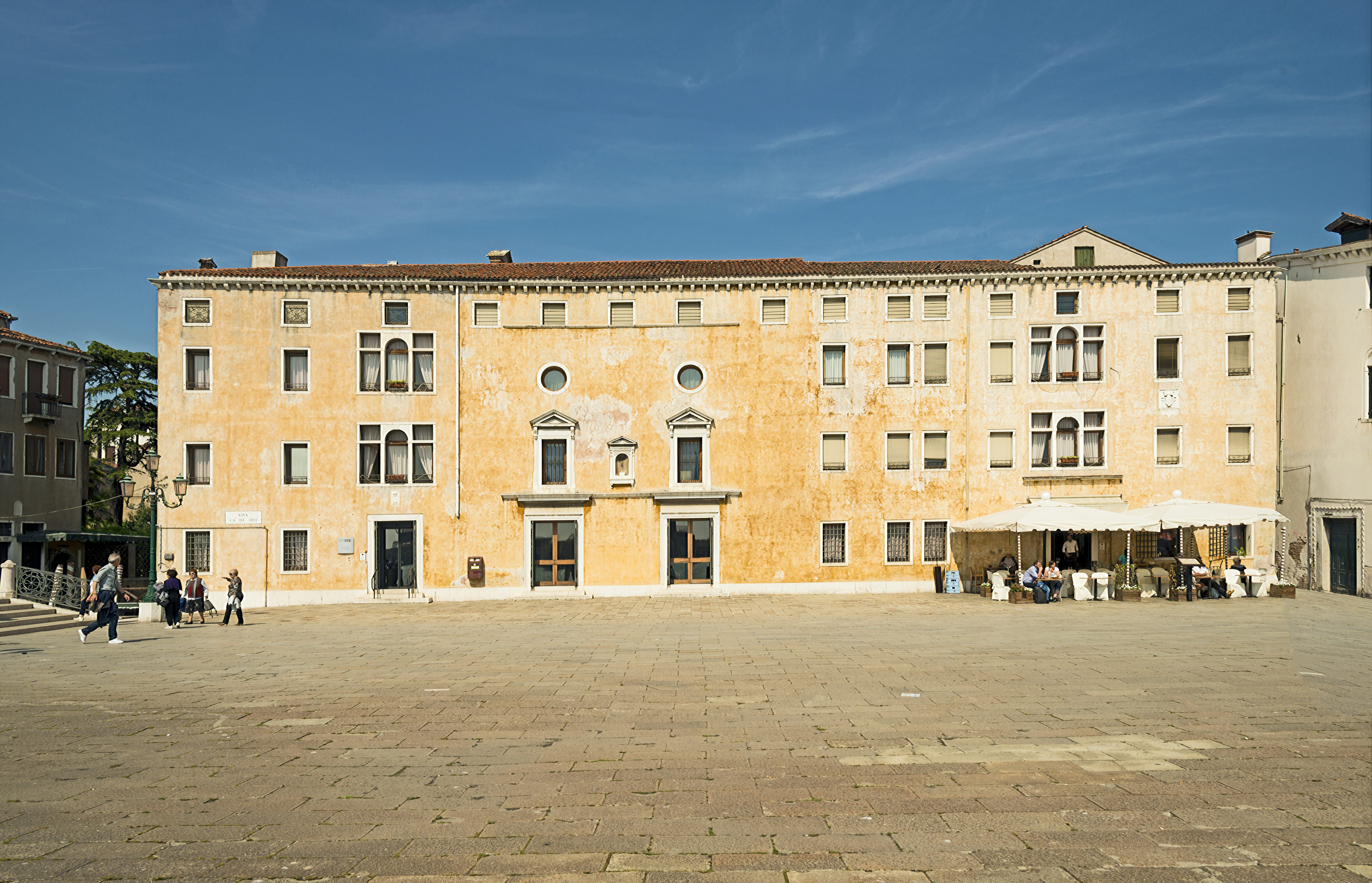
Faţada clădirii Ca' di Dio de la Bazinul San Marco

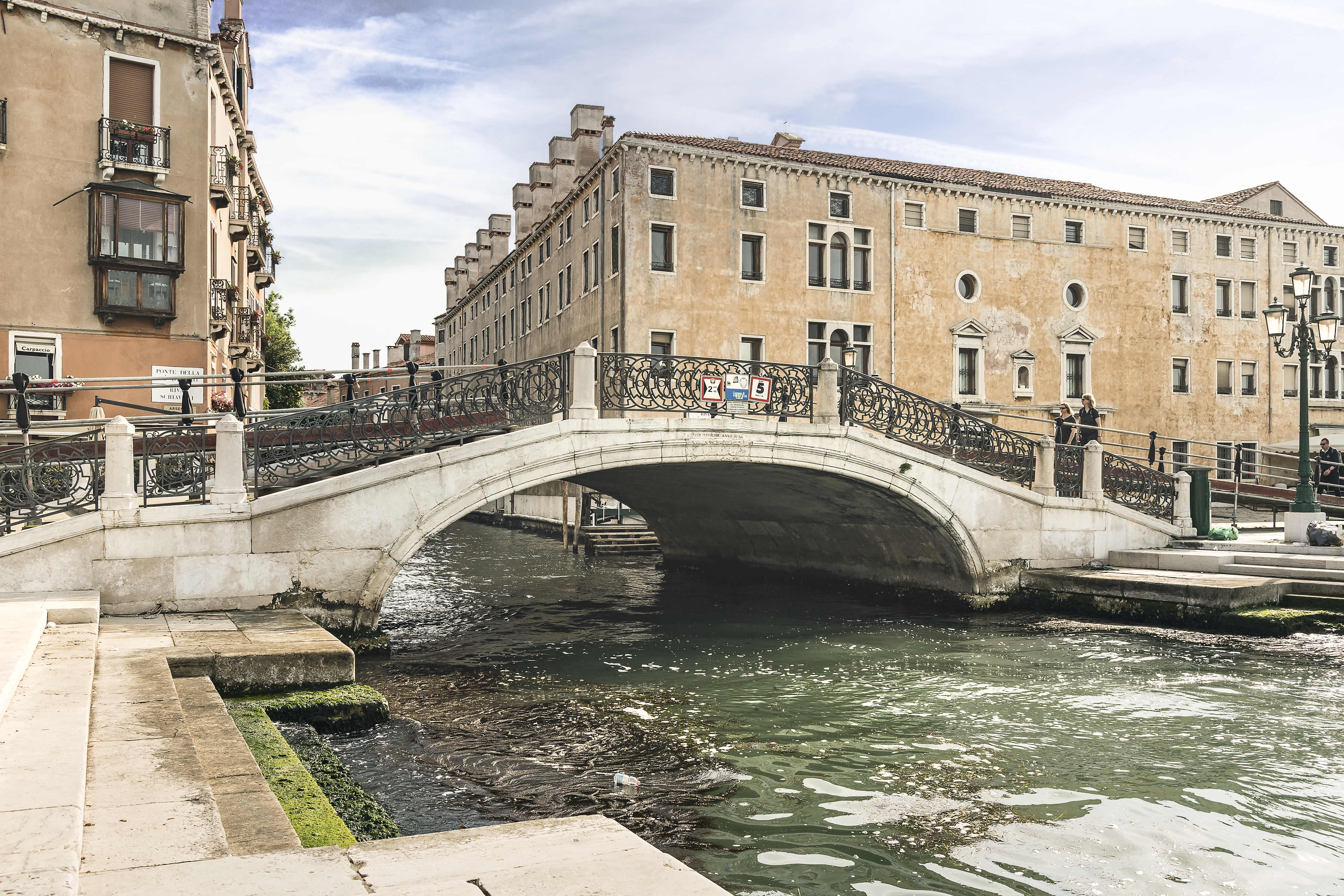
Podul şi gura de vărsare a canalului din apropiere de Ca' di Dio

Ca' di Dio (Casa lui Dumnezeu) este un fost azil din Veneția. Este situat pe Riva de la Ca 'di Dio, în apropierea podului și de-a lungul canalului omonim și cu fațada spre bazinul San Marco.
Casa lui Dumnezeu era numele dat azilurilor care ofereau ospitalitate pelerinilor ce așteptau să plece pe mare către Sfântul Mormânt din Țara Sfântă sau pe cale terestră către Roma pentru a obține iertarea de păcate.

## Istoric
Deja la mijlocul secolului al XIII-lea exista în Veneția un azil pentru pelerini, construit pe un teren aparținând mănăstirii San Giorgio Maggiore donat în 1254 de abatele Marco Bollani un frate pe nume Lorenzo. Același frate a primit ca donație de la cojocarul Marco Trevisan un teren situat în acest cartier. Această donație a fost ratificată de Maggior Consiglio în 1272, cu condiția de a se construi acolo un azil cu o biserică. Despre acest loc se cunosc puține lucruri, cu excepția grupului compact de case vizibile pe planul din secolul al XVI-lea al lui De Barbaris și faptul că încorpora un mic oratoriu mic dedicat Santa Maria Assunta.
Cu ocazia cruciadelor, oaspeții cei mai frecvenți ai acestei clădiri au fost pelerinii aflați în trecere, dar deja în 1300, ca urmare a diminuării fervorii religioase, au început să fie acceptate și femei.
În această perioadă, conducerea azilului a fost lăsată în sarcina călugărilor, coordonați la rândul lor de cinci priori care erau aleși ca succesori ai fondatorului, Lorenzo. Această practică a fost, însă, întreruptă în 1360, când unii călugări genovezi au fost găzduiți aici și au încercat să dea foc Arsenalului Venețian din vecinătate. Ca urmare, azilul și-a pierdut autonomia și a fost plasat sub jurisdicția dogelui, deși nici un document oficial nu atestă această schimbare.
În 1367, destinația inițială a atilului s-a schimbat prin dispoziția Maggior Consiglio în cel de azil pentru femei "sărace și cinstite" admise în număr de cel mult douăzeci și cinci.
Grație statutului special din 1360, azilul s-a îmbogățit rapid prin primirea mai multor donații. Acest lucru i-a permis în 1544 procuratorului de San Marco să ia în mod independent inițiativa de a renova complet această clădire, sarcină încredințată celebrului Jacopo Sansovino al cărui proiect a fost aprobat în anul următor. În cursul anului 1547, lucrările au trebuit să fie suspendate temporar. Dogele Francesco Donà a subliniat procuratorilor că unica autoritate a azilului era, conform vechiului obicei, numai dogele.
Pentru a clarifica acest lucru, în 1556, Maggior Consiglio a aprobat o Parte (lege), care punea oficial azilul sub tutela dogelui, priorul trebuind deci să răspundă direct de gestiune în fața șefului statului. S-a admis ca numărul persoanelor acceptate să crească până la cincizeci, permițând și accesul văduvelor soldaților și funcționarilor guvernamentali. O terminazione (decret) a confirmat în 1561 dependența față de doge, stabilind că niciun magistrat nu are voie să se amestece în activitatea azilului, spre deosebire de tratamentul rezervat altor instituții aflate sub autoritatea magistraților Republicii. Acest decret a fost confirmat de o Parte (lege) a Maggior Consiglio din 1736.
Printr-o Parte din 1623, Maggior Consiglio a specificat destinația refugiului: aici puteau fi primite femeile sărace de origine nobilă sau originare din oraș, cinstite, fără legături matrimoniale și cu vârsta de cel puțin 30 de ani. Cameristele, numite cameristi, alegeau o stareță și două portinaie și duceau o viață destul de independentă, putând avea o cameră cu șemineu și desfășura activități remunerate în afara azilului. Administrarea finanțelor, în creștere semnificativă ca urmare a donațiilor, a fost încredințată la cinci priori numiți de doge. Celelalte sarcini erau efectuate de către Revisor, Appontador, medic, chirurg, servitor, Prote, Spezial, Mansionario si asistente medicale.
După căderea Republicii în 1797, azilul a supraviețuit decretelor napoleoniene. Păstrându-și scopul pentru care a fost înființat, el este destinat în zilele noastre să fie o casă de odihnă pentru persoanele în vârstă.
Azilul conține în interior o capelă: Santa Maria de la Ca' di Dio, restaurată în 1884.